# オフィクレイド
オフィクレイド（フランス語: Ophicléide）は、ビューグル属に属するキー式の管側孔を持つ低音金管楽器。19世紀初めにフランスで発明されると軍楽隊の低音楽器や聖歌隊の伴奏用として重用され、ベルリオーズ作曲「幻想交響曲」（第5楽章）など管弦楽にも使用されたが、同世紀末頃にはチューバに取って代られた。

## 発明
オフィクレイドはロシア大公コンスタンチン・パヴロヴィチがイギリスのキイ・ビューグル奏者ジョン・ディスティン（John Distin, 1798-1863）が擲弾兵音楽隊（Grenadier Guards Band）でキイ・ビューグルを演奏しているのを聴き、アラリ (Halary) の名で知られるパリの楽器製作者ジャン・イレール・アステ（Jean-Hilaire Asté）に制作を依頼したことで開発された。アラリ社は1817年に7鍵のビューグル、クラヴィチューブ（Clavitube）9または10鍵のアルトまたはバスのビューグル、カンティクラーヴ（Quinticlave）、そしてバス楽器としてオフィクレイドを考案し、1821年に特許を取得した。これらは木製の管楽器セルパンおよびその派生楽器のバスホルン（フランスではセルパン・フォルヴェイユSerpent Forveilleと呼ばれていた）をもとに開発され、管はファゴットのように中央で折れ曲がり、サクソフォーンのように管の側面についた9個から12個の音孔をキーを押すことで開閉して演奏を行う。ただしサクソフォンのような一元化されたキーシステムは持たず、ファゴットのように両手で抱えて演奏する（サクソフォーンはオフィクレイドをもとに開発されたと考えられている）。一般にオフィクレイドと呼ばれている楽器は、トロンボーンやユーフォニアムと同じ全長のB♭管、またはC管で、トロンボーンやユーフォニアムよりやや口径の小さいマウスピースを用い、約3オクターブの音域を演奏する。これをバス・オフィクレイド（実際はバリトン）として、他に９鍵アルト（実際はソプラノ）、アルト（前述のカンティクラーヴ）、コントラバス（実際はバス）などのオフィクレイドも造られた。
オフィクレイドという名前はアラリ社が特許を取得した際の商品名で、ギリシア語で蛇を意味する ὄφις (ophis) とキーを意味する κλείς (kleis) に由来する造語であり、セルパン（フランス語で蛇の意味）にキーを付けた楽器であることが示されている。

## 使用
オフィクレイド（バス・オフィクレイド）はスポンティーニのオペラ『オリンピア』（1819年）で初めて用いられ、以後ロマン派時代のオーケストラにおいて金管楽器群の低音部を担った。有名な楽曲では、ベルリオーズの『幻想交響曲』（1830年、自筆譜ではセルパンとオフィクレイド各1本ずつだったが、印刷された楽譜では2本のオフィクレイドを使用）、メンデルスゾーンの『夏の夜の夢』序曲と劇付随音楽（序曲1826年、全曲1842年、ただし、メンデルスゾーンの自筆譜にはイングリッシュバスホルンが指定されている）、ヴェルディの『レクイエム』（1874年）などで用いられている。ワーグナーはオペラ『さまよえるオランダ人』（1842年）を作曲した当初はオフィクレイドを編成に加えていたが、後にチューバへと書き換えている。
ブラジルでは初期のショーロの主要な楽器として使われた。有名なオフィクレイド演奏家にピシンギーニャの師としても知られるイリネウ・ジ・アルメイダ (pt:Irineu de Almeida) がある。ヴィラ＝ロボスは1939年の『ブラジル風バッハ』第6番でフルートとファゴットを使った理由について、2本の楽器による古いブラジルのセレナードの影響によるもので、オフィクレイドをファゴットに置き換えたと説明している。
オフィクレイドの音色は、バリトン・サクソフォーンに似た外観や、音孔が管体の随所にあることから、粗野で音量に乏しいものと連想されがちであるが、実際はユーフォニアムのような音色と、当時のオーケストラの中での役割としては十分と思われる音量を兼ね備えている。ただし、低音域は第1倍音で奏されるため、ユーフォニアムのペダルトーンのようなやや荒い響きになりやすい。

## 衰退
1840年代にバルブ式のチューバが発明されるとオフィクレイドはチューバに置き換えられていったが、その年代には地域差があり、ドイツでは1860年代にほとんどチューバに置き換えられたが、フランスでは19世紀いっぱいオフィクレイドが生き残った。フランスでは20世紀にはいっても教会の単旋律聖歌（グレゴリオ聖歌を含む）の伴奏楽器として使用されていた。オフィクレイドを最後まで製造していたのはクエノン（ケノン）社 (fr:PGM Couesnon) で、1920年代まで生産を続けていた。イタリア、スペイン、フランスなどでは主に軍楽隊で20世紀初頭まで用いられていたが、その後サクソルンが主流となった。
現在、オフィクレイドが指定されている楽曲を演奏する場合、ごくまれにオフィクレイドを忠実に使用する場合もあるが、大抵はチューバで代用される。ただ、音域が比較的高いため、また音色や他の楽器とのバランスなどの兼ね合いから、B♭管やC管よりも、E♭管やF管のチューバ、あるいはユーフォニアムを使用するのが好ましいとされる。また、現代では後述のヴァルヴ式オフィクレイドのような楽器も開発されている。

## 主要メーカー
オフィクレイドを製造していたメーカーは、上記のアラリの他、主だったところではゴートロ（Gautrot）、およびゴートロを併合したクエノン（ケノン）（Couesnon）などがある。また、アドルフ・サックスやその父も製造していた。生産は20世紀初頭に一旦途絶えたが、21世紀になり、イギリスのウェセックス・テューバ（Wessex Tubas）や日本のプロジェクト・ユーフォニアム（PROJECT EUPHONIUM）などの会社が、かつてのバスやアルトのオフィクレイドを復刻させた楽器を販売するようになった。
また金管楽器製作者の中川崇雄は、"Valved Ophicleide"（ヴァルヴ式オフィクレイド）というF管の楽器を製造している。この楽器は、オリジナルのオフィクレイドのようなキー・メカニズムではなくロータリーヴァルヴを採用している。

## 現代の奏者
- ダグラス・ヨー（英語版） （アリゾナ州立大学教授、元ボストン交響楽団バストロンボーン奏者）[16]
- Marc Girardot （オルケストル・レヴォリューショネル・エ・ロマンティック）[17]
- Nick Byrne（シドニー交響楽団トロンボーン奏者）[18]
- Roland Szentpali（ハンガリー国立フィルハーモニー管弦楽団首席テューバ奏者）
- Patrick Wibart（Quatuor Opus 333 バス・サクソルン奏者）
- 佐伯茂樹（東京ヒストリカルブラス 古楽器奏者、音楽評論家）[19]